# Home Sweet Home (canción de Mötley Crüe)
«Home Sweet Home» (traducido al español: «Hogar, dulce hogar») es una power ballad grabada e interpretada por la banda estadounidense de glam metal Mötley Crüe. Fue lanzada el 30 de septiembre de 1985 como segundo sencillo del álbum Theatre of Pain, y nuevamente en 1991 para el álbum recopilatorio Decade of Decadence. Se han grabado versiones por varios artistas, y fue lanzado como un sencillo de Carrie Underwood en 2009.

## Lanzamiento
Originalmente lanzado en el álbum Theatre of Pain en 1985, la canción fue acompañada por un video musical que documenta los compromisos de la banda en el transcurso de un concierto o varios conciertos. Algunas cosas del video original fueron filmadas en Houston, Texas en vivo en The Summit Arena durante el tour de Theatre of Pain en 1985. Ellos interpretaron la canción dos veces esa noche al parecer para obtener más imágenes de vídeo. The Summit Arena ha tenido varios nombres en los últimos años, el Centro de Compaq y finalmente se convierte en la Iglesia Lakewood. "Home Sweet Home" fue remezclado dos veces: una para el 1988 solo para Japón en el EP Raw Tracks y otra vez en 1991, cuando fue lanzado como sencillo, "Home Sweet Home '91", e incluido en el álbum recopilatorio Decade of Decadence. La canción se refiere a menudo como una balada, y su éxito fue un preludio a la fórmula de comercialización similares a las de otras bandas de hair metal a finales de 1980. Las canción fue clasificada #12 en la tabla de VH1 de las mejores baladas de todos los tiempos. El baterista Tommy Lee volvió a grabar la canción para la temporada 4 de la serie de televisión Californication, y tiene un cameo en "Lights, Camera, Asshole" interpretando la canción en el piano en un bar al final del episodio. Además, el tercer episodio de la cuarta temporada de la serie lleva el nombre de esta canción.

## Posiciones
El lanzamiento original de "Home Sweet Home" llegó al #89 en el Billboard Hot 100, y "Home Sweet Home '91" alcanzó el puesto #37 en la misma lista en 1992. Hasta la fecha, "Home Sweet Home '91" es la última canción de Mötley Crüe en las listas de American Billboard Top 40.

## Lista de canciones
1. Home Sweet Home
2. Red Hot

## Versiones
- La canción fue regrabada por el vocalista de Linkin Park Chester Bennington en la co-voz principal junto con Mötley Crüe en la estela del huracán Katrina. El video musical de la canción muestra imágenes de los rescates de Katrina, junto con una actuación de la banda.
- 30 Foot Fall incluye una versión de la canción como un tema extra en el álbum Ever Revolving, Never Evolving.
- También fue grabada por Limp Bizkit para su álbum Greatest Hitz, y está acompañado por una nueva versión de "Bitter Sweet Symphony" de The Verve. A menudo se conoce como "Bittersweet Home".
- La banda Radio Cult lanzó una versión de la canción en su álbum "Retroactive" en 2007.
- Rob Corddry hizo una versión para la película de 2010, Hot Tub Time Machine.
- Tommy Lee interpretó la canción en el piano cuando fue estrella invitada como cantante en la serie de televisión Californication, al final del episodio de "Lights, Camera, Asshole". Esta versión también aparece en la banda sonora de la 4.ª temporada de la serie.

## Personal
- Vince Neil - Voz
- Mick Mars - Guitarra
- Nikki Sixx - Bajo y coros
- Tommy Lee - Batería y piano

## Versión de Carrie Underwood
Carrie Underwood grabó una versión en 2009 para la octava temporada de American Idol como canción de despedida. En la lista de la semana del 28 de marzo de 2009, "Home Sweet Home" debutó en el nº21 en el Billboard Hot 100 chart basado en las ventas del sencillo digital. Que debutó en el Hot Country Songs Chart en la posición 52. También debutó en el nº33 en el Canadian Hot 100.
Carrie Underwood interpretó la canción en vivo el 19 de mayo de 2009, tras las últimas actuaciones de la octava temporada de American Idol.
Su versión aparece en American Idol cuando ponen flashbacks de la persona en la pantalla grande.

### Posiciones
| Lista (2009)                       | Posición |
| ---------------------------------- | -------- |
| Canadá (Canadian Hot 100)          | 33       |
| Estados Unidos (Billboard Hot 100) | 21       |
| Estados Unidos (Hot Country Songs) | 52       |

### Ventas
Estados Unidos: 288 000